# Johan Petrus Norberg
Johan Petrus Norberg, född 1855, död 1918, var en svensk predikant, psalmförfattare och missionsföreståndare (tillförordnad 1917) i Svenska Missionsförbundet som förutom de psalmtexter han skrev även översatte sådana. Hans psalmer finns publicerade i Svenska Missionsförbundets sångbok 1920 (SMF 1920).
Norberg gifte sig 1880 med Hilda Lindström (1860–1939). De fick inga egna barn.  Paret upptog 1885 som sin son den då i Gävle nyfödde Sven, vars mor pigan Lovisa Bodin dött i barnsäng sex dagar efter förlossningen (fadern okänd). Sven Norberg blev far till konstnären Lars Norberg. År 1908 gjorde han en inspektionsresa till Kongo för att inspektera den svenska kongomissionen.
Norberg anklagades 1896 för mord på sin piga; han satt häktad några dagar men frikändes året därpå efter en lång rad rannsakningar. Detta var en stor sensation på sin tid och händelserna följdes i dagstidningarna. Historien finns återgiven i boken "Tjänstekvinnans död - Var pastorn en mördare?" av journalisten Ulf Ivar Nilsson.

## Psalmer
- Du, Herrens folk, stå upp och sjung översättning av Isaac Watts' engelska text. (SMF 1920 nr 24)
- Du, Herre kär, bearbetning av Norberg (SMF 1920 nr 28)
- Gud allsvåldig vare ära! (SMF 1920 nr 776)
- Helge Ande ljuva Norberg har bearbetat texten (SMF 1920 nr 168)
- Helge Ande, oss benåda översatt från norska av Norberg (SMF 1920 nr 540)
- Herrens starka änglar följa (SMF 1920 nr 361)
- Jesus, låt mig aldrig glömma (SMF 1920 nr 507)
- Jesus, min Frälsare, Te dig för mig (SMF 1920 nr 512)
- När omkring dig träden fälla Norberg har bearbetat texten (SMF 1920 nr 658)
- O Gud, din Ande till oss sänd (SMF 1920 nr 546)
- Som morgonstjärnan genom natten bearbetad av Carl Boberg (SMF 1920 nr 498)
- Till Jesus grav träd stilla fram (SMF 1920 nr 135)
- Under Herrens aga Nöjd och tålig var (SMF 1920 nr 306)
- Ut från världens vill tagen (SMF 1920 nr 489)